# Karma
Karma (lub karman, sanskr. कर्म, pali. kamma, chiń. 業 yè, kor. 업 ǒp; jap. gō; wiet. nghiệp) – w buddyzmie, hinduizmie i religiach dharmicznych jest to przyczyna – rozumiana w sensie prawa przyczyny i skutku.
Filozoficzne wyjaśnienie karmy różni się pomiędzy tradycjami, jednak główna idea głosi, że czyny tworzą przyszłe doświadczenia i przez to każdy jest odpowiedzialny za własne życie, cierpienie i szczęście, jakie sprowadza na siebie i innych.

## Etymologia
W dosłownym tłumaczeniu jest to „czyn”, „dzieło”, „praca” lub „działanie”.

## Hinduizm
W hinduizmie według niektórych wyznań karma może być ściśle związana z postacią boga, podczas gdy według innych jest bardziej niezależna. Wyznawcy wedanty uważają, że Iśwara, czyli najwyższy bóg, pełni pewną rolę w dostarczaniu karmy. Teistyczne szkoły hinduizmu takie, jak wedanta, nie zgadzają się z poglądem buddystów i dźinistów. Inne szkoły hinduistyczne twierdzą, że karma jest jedynie prawem przyczyny i skutku, chociaż jest też zależna od woli najwyższego boga. Przykładami najwyższych bóstw są tu Śiwa w śiwaizmie i Wisznu w wisznuizmie. Dobre podsumowanie takich teistycznych poglądów jest wyrażone przez następujący wiersz: „bóg nie sprawia, że ktoś cierpi bez powodu ani nie czyni nikogo szczęśliwym bez przyczyny. Bóg jest bardzo sprawiedliwy i daje ci to, na co zasługujesz”.
Pisma hinduistyczne dzielą karmę na trzy rodzaje:
- Sanćita (nagromadzoną),
- Prarabdha (przynoszącą owoc),
- Krijamana (obecną).

Każda krijamana karma staje się sanćita karma, gdy dane działanie zostaje dokonane. Z nagromadzenia sanćita karma jedynie garść służy jednemu życiu, a te działania, które przynoszą owoc i przez to wygasają, są nazywane prarabdha karma. Tak długo, jak wciąż trwa nagromadzenie sanćita karma część ich będzie się zamieniać w prarabdha karma, które będą konsumowane, jednak część będzie pozostawać prowadząc do kolejnych narodzin i śmierci. Istota (sanskryt: dźiwa), a właściwie odradzająca się dusza (sanskryt: atman), nie może osiągnąć wyzwolenia (sanskryt: moksza) tak długo, jak nagromadzona już sanćita karma nie zostanie całkowicie wyczerpana.
Wykluczeni poza system ortodoksyjnego hinduizmu, na przykład w następstwie zaniechania obowiązków religijnych i społecznych wynikających z warny i dźati, postrzegani są jako istoty niepodlegające prawu karmy, czyli nieposiadający potencjału dla reinkarnowania w kolejnym ciele po śmierci.
Ludzie wyznający hinduizm również często mówią, że karma jest zrobieniem złego uczynku, który trzeba odpracować albo zrobić coś dobrego w zamian. Czyli czasami karma jest traktowana jako kara.

## Buddyzm
Karma jest podstawowym i bardzo ważnym pojęciem we wszystkich szkołach buddyzmu i oznacza tu jedynie „zamierzone działanie”. Nie oznacza więc rezultatu (określanego jako owoc), efektu czy przeznaczenia. Prawo przyczyny i skutku zwane jest w języku pali kamma-vipaka (działanie-owoc). W buddyzmie jest to prawo uniwersalne i bezosobowe.
Czynnikiem, który decyduje o moralnej wartości każdego działania, jest towarzysząca mu wola lub zamiar. Wola mająca szkodliwe korzenie: (1) pragnienie (lub chciwość), (2) gniew i (3) niewiedzę przynosi szkodliwe owoce. Niewiedza oznacza tu wrodzoną nieznajomość prawdy: na przykład Czterech Szlachetnych Prawd, Szlachetnej Ośmiorakiej Ścieżki lub Trzech Cech Istnienia. Wola stowarzyszona z korzystnymi korzeniami, czyli z: (1) brakiem pragnień, czyli wyrzeczeniem, (2) brakiem gniewu, czyli miłującą dobrocią oraz (3) mądrością przynosi korzystne owoce.
W buddyjskiej karmie nie ma fatalizmu. Buddyjskie prawo karmy opisuje, że działania, których rezultaty „zaowocowałyby” cierpieniem w następnym odrodzeniu, mogą być wyparte przez nowe działania jeszcze przed śmiercią, których rezultaty „zaowocują” szczęściem w następnym odrodzeniu. W buddyzmie tybetańskim podkreślane jest ponadto, że na własną karmę można wpłynąć nawet po śmierci w stanie przejściowym bardo przed kolejnymi narodzinami (reinkarnacja), np. nie ulegając w stanie pośmiertnym bardo rozproszeniu, które prowadziłoby do niekorzystnego po nim odrodzenia. Prawo karmy działa tak, że rezultaty doświadczane są tylko przez istotę, która nagromadziła ich przyczyny i nikt nie może zbawić „z zewnątrz” lub tym bardziej potępić.
W buddyzmie jest nauczane, że jeżeli usunie się niewiedzę realizując brak atmana (tłum. „duszy”) podlegającego jakiejkolwiek karmie, to nastąpi wyzwolenie od wszelkich uwarunkowanych stanów szczęśliwości i cierpień, inaczej zwane wyzwoleniem od dukkha, od niepewności wszelkich uwarunkowanych zjawisk. Prawdziwe i ostateczne zrozumienie buddyjskiej karmy jest możliwe jedynie dzięki głębokiemu wglądowi w Bezosobowość (anattā) i Przyczynowość (paticca-samuppāda) wszelkich zjawisk istnienia.